# Qamishli
Qamishli (Arabisch: القامشلي Al-Qamishli; Syrisch: ܒܝܬ ܙܐܠܝܢ, Beth Zalin; Koerdisch: Qamişlo) is een plaats in het Syrische gouvernement Al Hasakah en telt 184.231 inwoners (2004). De stad ligt aan de grens met Turkije nabij de stad Nusaybin.
Qamishli heeft zijn oorsprong als een Aramese stad en bestaat tegenwoordig uit een diverse mix van etnische groepen, voornamelijk Arameeërs, Koerden, en Arabieren. In Qamishli bestaat de christelijke bevolking voornamelijk uit Syrisch-orthodoxe Arameeërs, naast een kleine gemeenschap van Armeens-orthodoxen.

## Etymologie
De van oudsher Aramese stad werd in het Aramees Beth-Zalin genoemd, wat "Huis van riet" betekent. De huidige naam is een verturkte vorm hiervan, aangezien "kamış" "riet" betekent en het achtervoegsel "-lı" in het Turks "plaats van" betekent.

## Geografie
Qamishli is gelegen aan de voet van het Taurusgebergte. Door de stad stroomt de rivier Jaghjagh, een zijrivier van de Khabur. De stad is een grensstad tegen de Turkse grens met aan de Turkse kant van de grens de stad Nusaybin. Bij de stad ligt de Luchthaven Kamishli.

## Geschiedenis
De stad is ontstaan nabij de oude hurrietische stad Urkesh die gesticht werd in het 4e millennium BCE..
Met het verdrag van Sèvres in 1920 werd het Ottomaanse Rijk na de Eerste Wereldoorlog opgesplitst en kwam er een nieuwe zuidelijke grens. De Turkse stad Nusaybin werd een grensstad en aan de andere kant van de grens in het nieuwe Frans mandaatgebied groeide een nieuwe grensstad Qamishli. Tegen het einde van de jaren 20 groeide de stad spectaculair door de vele vluchtelingen die zich hier kwamen vestigen op de vlucht voor de zware repressie in Turkije waaronder Koerdische stammen die de traditionele balans verstoorden tussen de lokale nomadische en semi-nomadische Koerdische en Arabische stammen. Ook christelijke minderheden uit Turkije die de massaslachtingen en deportaties overleefd hadden, kwamen massaal. 
Tegen 1939 was de populatie gestegen tot 15000 inwoners..
Tot aan het eind van de jaren '70 maakten de Arameeërs 66,7% deel uit van de bevolking. Als gevolg hierop confisqueerde de Arabische Socialistische Ba'ath-partij verschillende Aramese boerderijen, landerijen en andere grondden wat leidde tot een massale uittocht van Arameeërs naar Europa. Tegelijkertijd ontstond er een toestroom van Koerden uit Irak en Turkije naar Qamishli.

## Geboren
- Gregorios Yohanna Ibrahim (1948), aartsbisschop van de Syrisch-orthodoxe kerk van Antiochië
- Ignatius Aphrem II Karim (1965), patriarch van de Syrisch-orthodoxe kerk van Antiochië
- Rojda Felat (1980), militieleidster
- Sanharib Malki Sabah (1984), voetballer
- Rabi Koria (1988-2022), Nederlands-Syrisch beeldend kunstenaar
- Gaby Jallo (1989), voetballer
- Mohammed Osman (1994), voetballer